# Gianmarco Saurino
Gianmarco Saurino (Foggia, 12 dicembre 1992) è un attore italiano.

## Biografia
Dopo aver frequentato il liceo scientifico "Alessandro Volta" di Foggia, comincia a lavorare con la compagnia del Teatro dei Limoni prima di trasferirsi a Roma a 18 anni dove intraprende il triennio di studi di recitazione al Centro Sperimentale di Cinematografia, sotto la guida di Giancarlo Giannini. Negli anni collabora con diversi esponenti della scena teatrale italiana arrivando a fondare Divina Mania, collettivo artistico e teatrale di cui è direttore artistico assieme al collega Mauro Lamanna.
L'esordio televisivo arriva nel 2017 con l'interpretazione del giovane avvocato Nicodemo Santopaolo, nella quarta stagione della serie televisiva Che Dio ci aiuti trasmessa in prima serata su Rai 1, ruolo che ricoprirà anche nella quinta e nella sesta stagione. Nel 2017 prende parte alla miniserie TV C'era una volta Studio Uno diretta da Riccardo Donna che nel 2018 lo richiamerà per interpretare uno dei protagonisti della seconda stagione di Non dirlo al mio capo, accanto a Lino Guanciale e Vanessa Incontrada. Nello stesso anno è protagonista del videoclip Tutte le volte, del cantante Eman, ispirato alla vera storia di Fabiano Antoniani, meglio conosciuto come DJ Fabo. 
Nel 2020 entra a far parte del cast principale della serie televisiva DOC - Nelle tue mani trasmessa su Rai 1, dove interpreta il dottor Lorenzo Lazzarini, affiancando Luca Argentero e Matilde Gioli. Nel 2021 fa il suo esordio come protagonista di un lungometraggio in Maschile singolare, opera prima di Matteo Pilati e Alessandro Guida e distribuito da Prime Video, mentre nel 2022 è protagonista del film I viaggiatori, diretto da Ludovico Di Martino e distribuito da Sky. Nel 2023 è di nuovo diretto da Matteo Pilati nel film L'estate più calda, distribuito sempre da Prime Video.
È stato il volto di diverse campagne per Amnesty International e Mediterranea Saving Humans.
Tra la fine di ottobre e l'inizio di novembre del 2023, ha dato il volto a Gildo Claps per la miniserie televisiva Per Elisa - Il caso Claps, diretta da Marco Pontecorvo, incentrato sull'omicidio di Elisa Claps avvenuto nella città di Potenza nel 1993. L'anno seguente prende parte alla seconda stagione de La legge di Lidia Poët su Netflix e torna come protagonista in Maschile plurale, sequel di Maschile Singolare, riprendendo il ruolo già interpretato nel primo lungometraggio.

## Filmografia

### Cinema
- You’re Equal but Different, regia di Matteo Gentiloni – cortometraggio (2013)
- The Interrogation, regia di L. Lohman – cortometraggio (2014)
- 4 A.M, regia di L. Lohman – cortometraggio (2014)
- A Day in the Life, regia di Michele Bertini Malgarnini – cortometraggio (2015)
- Maschile singolare, regia di Matteo Pilati e Alessandro Guida (2021) - distribuito da Prime Video
- Summit Fever, regia di Julian Gilbey (2022)
- I viaggiatori, regia di Ludovico Di Martino (2022) - distribuito da Sky
- L'estate più calda, regia di Matteo Pilati (2023) - distribuito da Prime Video
- Te l'avevo detto, regia di Ginevra Elkann (2023)
- Maschile plurale, regia di Alessandro Guida (2024)

### Televisione
- Questo è il mio paese – serie TV (2015)
- Che Dio ci aiuti 4-5-6 – serie TV (2017-2021)
- C'era una volta Studio Uno, regia di Riccardo Donna – miniserie TV (2017)
- Non dirlo al mio capo 2 – serie TV (2018)
- Doc - Nelle tue mani – serie TV (2020-2024)
- Leonardo – serie TV, episodi 1x01-1x07 (2021)
- Per Elisa - Il caso Claps – miniserie TV (2023)
- La legge di Lidia Poët 2 – serie TV (2024)
- Kabul – miniserie TV (2025)

## Videoclip
- La terra senza l'uomo - Marco Notari (2012)
- Sei - Gerardo Pulli (2012)
- Another Lie - Vanilla Sky (2014)
- Tutte le volte - Eman (2018)[11]
- Non dormo più - Giancane (2019)

## Teatro
- Cyrano De Bergerac (2011)
- Il gabbiano (2013)
- Pene d’amor perdute (2013)
- La donna bambina (2013)
- Stanza 241 (2013)
- Eneide (2014)
- The One (2014)
- ULYSSAGE#4 (2014)
- Orphans (2014)
- Saul (2015)
- Studio zero (2016)
- Moby Dick – La bestia dentro, di Herman Melville, regia di Davide Sacco. Teatro Fulvio di Guglionesi (2017-2019)
- Condannato a morte – L’inchiesta. Castello Svevo di Cosenza (2017-2019)
- L’importanza di leggere i classici, regia di Davide Sacco. Teatro Vittoria di Roma (2018-2019)
- Contro la libertà, di Esteve Soler, regia di Mauro Lamanna. Accademia Nazionale di Danza di Roma (2019)
- L'uomo più crudele del mondo, regia di Davide Sacco. Teatro dei limoni di Foggia (2020)
- Blue Thunder, regia di Mauro Lamanna (2020)
- Rotte - Storie e Migrazioni, regia di Mauro Lamanna (2022)

## Riconoscimenti
- Borsa di studio per merito “A Talent Beyond” del Centro Sperimentale di Cinematografia – Roma (2014)
- Oscar dei giovani alla 44ª Edizione della “Giornata D'Europa”, Centro Europeo del Turismo e dello Spettacolo, Campidoglio, Roma (2014)
- Miglior attore all’IveliseCineFestival per “A day in the Life” – Ivelise Teatro, Roma (2015)
- Miglior attore al CasoleFilmFestival per “A day in the life” (2016)
- Miglior attore al FabrianoFilmFestival per “A day in the life” (2016)
- Nastro d'argento speciale per Per Elisa - Il caso Claps (2024)[12]